# Las Palmitas, Hidalgo
Las Palmitas är en ort i Mexiko.   Den ligger i kommunen La Misión och delstaten Hidalgo, i den sydöstra delen av landet, 180 km norr om huvudstaden Mexico City. Las Palmitas ligger 733 meter över havet och antalet invånare är 489.
Terrängen runt Las Palmitas är varierad. Runt Las Palmitas är det ganska glesbefolkat, med 39 invånare per kvadratkilometer. Närmaste större samhälle är Chapulhuacán, 17,1 km nordost om Las Palmitas. I omgivningarna runt Las Palmitas växer i huvudsak blandskog.